# Fontana del Trianon (Parma)
La Fontana del Trianon è una fontana monumentale dalle forme barocche situata sull'isolotto al centro della peschiera del Parco Ducale a Parma.

## Storia
La monumentale fontana fu realizzata tra il 1712 e il 1719 per il giardino della Reggia di Colorno per volere del duca Francesco Farnese, che incaricò del progetto l'architetto e scultore Giuliano Mozzani; quest'ultimo, coadiuvato dall'ingegnere idraulico francese Jean Baillieul, creò una copia della fontana del Grande Trianon di Versailles, realizzata da Jules Hardouin-Mansart nel 1703.
In seguito ai parziali danneggiamenti subiti nel 1882 da parte dei pazienti dell'ospedale psichiatrico, la fontana fu smantellata e dieci statue furono alienate.
Rimasta per alcuni anni in magazzino, fu ricomposta nel 1889 dallo scultore Giovanni Chierici ed inizialmente collocata a Parma di fronte al Teatro Reinach.
Nel 1920, in occasione del riordino generale del Parco Ducale da parte dello scenografo Giuseppe Carmignani, la fontana fu spostata sull'isolotto al centro della peschiera.
Nel 1996 fu interamente restaurata su finanziamento della Fondazione Cariparma.

## Descrizione
La fontana, inquadrata scenograficamente da ampie volute, si innalza su tre alti ripiani in marmo di Carrara con inserti in marmo verde, su cui si sviluppano le cascatelle.
In sommità è collocata una grande conchiglia, ai cui lati sono poste due statue marmoree in posizione semicoricata, che allegoricamente rappresentano il fiume Taro ed il torrente Parma; più all'esterno si trovano due leoni accovacciati.
Nel piano più basso si trovano tre piccole vasche aggettanti, alternate a mascheroni marmorei.
I ripiani intermedi erano in origine arricchiti da altre dieci statue, vendute nel 1882 in seguito allo smantellamento della fontana, che rappresentavano le allegorie delle Quattro stagioni, quattro Naiadi ed infine le personificazioni della Pittura e della Scultura.